# Casa Memorială „Otilia Cazimir”
Casa Memorială „Otilia Cazimir” este un muzeu municipal din Iași, secție a Muzeului Literaturii Române din Iași, și este amplasat în Str. Otilia Cazimir nr. 4.  

## Istoricul clădirii
Clădirea, construită înainte de 1860, în care a locuit poeta Otilia Cazimir (1894 - 1967) între 1908 - 1967 a fost restaurată între anii 1970 - 1972 și în 1977, după cutremur. Casa fusese cumpărată de părinții poetei când avea 4 ani, ea locuind aici până la sfârșitul vieții. 

## Organizarea muzeului
În muzeu sunt expuse icoane din secolul al XVIII-lea cu ferecături de argint, fotografii inedite, cărți cu autograf, manuscrise, scoarțe moldovenești, mobilier și obiecte personale ale poetei. 
Obiectele sunt expuse în două camere și un hol, redând mediul în care a trăit și a creat cunoscuta scriitoare. Portrete ale sale sau peisaje din zona Bucșinescu, realizate de pictori din școala ieșeană, precum Victor Mihăilescu-Craiu, Nicolae Constantin ș.a. dau măsura prețuirii de care se bucura Otilia Cazimir în rândul artiștilor plastici.
Sunt expuse, de asemenea, fotografii inedite, cărți cu autograf, manuscrise, scoarțe moldovenești, mobilier și obiecte personale ale poetei.